# Polnische Heraldik

Wappen der Adelsrepublik Polen-Litauen

Die polnische Heraldik ist eine eigenständige Heraldik. Sie ist im großen Maße aus den Hausmarken entstanden. Die ersten Wappen tauchen in der zweiten Hälfte des 13. Jahrhunderts auf. Sie haben eigene Namen und sind wahrscheinlich von Familiennamen oder Ortsbezeichnungen abgeleitet worden. Die Familien hatten gemeinsame Wappen und Kampfrufe für den Notfall oder kriegerische Verwicklungen.
Zur übrigen Wappenkunst in Europa hatte die alte polnische Heraldik nur wenige Verbindungen. Beliebte Wappenbilder waren Mond, Sterne, Hufeisen und Waffen. Herausragend ist die große Zahl von Wappenstämmen, hier haben in dem Namen ähnlich lautende Adlige und später eines größeren Landesbereiches ein Wappen geführt, das häufig nur durch die Helmkleinodien abwich. Die Motivbeschränkung begrenzte oft auf 30 bis 40 Familien mit gleichem Wappen. Im 18. Jahrhundert nahm die deutsche Heraldik einen bedeutenden Einfluss. Hier kann der Beginn der neuen Heraldik in Polen datiert werden. Durch die Bereicherung mit den westeuropäischen Wappenbildern war jetzt eine größere Wappenvielfalt möglich. Diese Stämme konnten jetzt bis 500 Mitglieder haben. Die nationale Eigenständigkeit ist aber durch den Nachbarschaftseinfluss geschmälert worden. Tinkturen, Helmkleinodien und auch die Helmdecken waren und sind von untergeordneter Bedeutung, mit ihrer Hilfe der Wappen sind die Adelsgeschlechter zuzuordnen. Die Funktion Eigentums- und Unterscheidungskennzeichen zu sein, fehlt ihnen. Die polnische Heraldik kannte keine Schildteilung und Heroldsfiguren und so sind anfänglich überwiegend Schilde mit nur einem Feld üblich. Die Helmzier wurde als wichtig gesehen und zum Unterscheidungsmerkmal. Die Wappen galten nicht nur für eine Person und deren Familie, sondern für ganze Sippen.
- Häufig verwendete Wappensymbole sind (Zahlen gerundet):[1]
  - Dryja (Gürtel mit drei Steinen),
  - Jastrzębiec (Habicht), als Zeichen für etwa 560 Familien,
  - Korab (Boot), als Zeichen für etwa 325 Familien,
  - Lis (Fuchs),
  - Lubicz (Ortsname), als Zeichen für etwa 320 Familien,
  - Nałęcz (Name eines Flusses), als Zeichen für etwa 280 Familien,
  - Nowina (Neuland).
  - Rawicz (Ortsname), als Zeichen für etwa 250 Familien,
  - Sas (Sachse), als Zeichen für etwa 230 Familien,
  - Ślepowron (Rabe), als Zeichen für etwa 530 Familien,
  - Topór (Beil).

- Wappen, mit geringer Familienanzahl, aber einer bedeutenden Rolle in der Geschichte Polens:[1]
  - Wappen Leliwa (Spitzen nach oben gekehrter Halbmond, darüber ein sechszackiger Stern) für die Familien Tarnowski, Melsztyński, Tyszkiewisz und Morsztyn.
  - Wappen Pilawa (ein Kreuz mit drei Balken, der rechte Teil des unteren Balkens fehlt) des Hauses Potocki.